# Sixth Form College de Farnborough
Sixth Form College Farnborough es una universidad de sexto curso (equivalente al bachillerato) situada en Farnborough, Hampshire, Inglaterra. Atiende a alrededor de 3.915 estudiantes y la admisión proviene principalmente de escuelas de las áreas locales de Surrey, Hampshire y Berkshire. A menudo se hace referencia a la universidad como "Farnborough Sixth" para diferenciarla de Farnborough College of Technology.

## Reconocimientos
En 2006, la universidad ocupó el tercer lugar en la clasificación de escuelas de Hampshire, logrando una clasificación más alta en resultados de A-Level que varias escuelas privadas e independientes de gran prestigio en el área. 
En 2007, la universidad fue calificada como "Sobresaliente" por el inspector jefe de Su Majestad,  y conserva Beacon Status como una de las mejores universidades de sexto curso del país. La universidad recibió la calificación de "Sobresaliente" nuevamente en 2021. 
En 2010, la universidad fue una de las primeras en todo el país en obtener el 'Premio NFER Research-Engaged'.
En 2012, el Príncipe Felipe otorgó a la universidad una de las primeras licencias operativas del Premio Duque de Edimburgo, lo que convirtió a la universidad en un centro con licencia directa en la red del Premio Duque de Edimburgo.
La universidad también ha obtenido premios que incluyen los premios 'Investors in People', 'Investors in Careers', 'Positive about Disabled People' y 'Fairtrade Awards'.

## Historia
La universidad se fundó como Farnborough Grammar School en septiembre de 1936, cuando la escuela secundaria del condado de Aldershot superó sus instalaciones y los niños fueron trasladados a Farnborough. 
El Sixth Form College se creó de 1974 a 1978 y se fue ampliando gradualmente a medida que se reducía el número de alumnos de la escuela secundaria. Desde que se incorporó como universidad de sexto curso en 1992, ha crecido rápidamente de 1.180 estudiantes de tiempo completo en 1992 a tener ahora más de 3.000.
El Dr. John J Guy fue el director de 1992 a 2010.  Formó parte de varios comités gubernamentales, incluido el Comité Tomlinson sobre la reforma 14-19, y en 2001 recibió la OBE por sus servicios a la educación. 
Fue sucedido como director en septiembre de 2010 por el subdirector de la universidad, Simon Jarvis. 
En febrero de 2018, se anunció que Catherine Cole, subdirectora (Servicios Estudiantiles), sucedería a Simon Jarvis cuando dejara el cargo de director (pero continuaría como directora ejecutiva de Prospect Trust) en septiembre de 2018. 
Catherine Cole dimitió como directora de la universidad al final del año académico 2022-2023. Fue reemplazada por Zoe Smallman.   

## Instalaciones universitarias
La universidad ha sido objeto de un importante programa de construcción que costó más de £ 15 millones. El primer proyecto fue el Prospect Theatre y la suite de artes escénicas, que fue inaugurado por el Príncipe Eduardo, Conde de Wessex en 2000. Además, el centro deportivo Dame Kelly Holmes fue inaugurado el 25 de abril de 2007 por la doble medallista de oro olímpica. Los desarrollos también han visto la construcción de un nuevo patio construido en el centro de la universidad y el edificio Whitehouse que cuenta con un Centro de Evaluación Electrónica, un centro de TI para uso de los estudiantes. El edificio John Guy es un bloque nuevo que reemplazó al antiguo bloque Scola de la década de 1960. El edificio John Guy fue inaugurado por el Secretario de Estado de Educación, Michael Gove, en 2010 y alberga los departamentos de física, informática, artes y fotografía. Recibió la calificación BREEAM de "Excelente". La universidad tiene tres cafeterías: Café Direct, TimeOut y Shades. El colegio también cuenta con dos grandes campos que se utilizan con fines deportivos y recreativos. El último edificio es la sala de conferencias Simon Jarvis adjunta al edificio Ranson, que se inauguró en septiembre de 2018. 

## Asociación de Estudiantes
Cada marzo, los estudiantes eligen un presidente y un vicepresidente, mediante voto único transferible, quienes juntos dirigen el comité designado para organizar los asuntos estudiantiles y las actividades sociales dentro y fuera de la universidad, así como eventos de caridad. El presidente y el vicepresidente forman parte del Consejo de Calidad de la Academia.
En octubre de 2007, la Asociación de Estudiantes 2007/2008 rompió el récord universitario, que se había establecido el año anterior, de mayor cantidad de dinero recaudado en un solo día universitario; Las 1.800 libras esterlinas recaudadas finalmente se destinaron a diversas organizaciones benéficas de terapia génica a través de la iniciativa 'Jeans for Genes'. En 2007, la escuela emprendió un proyecto para el Día de la Nariz Roja en el que más de mil estudiantes salieron al campo sosteniendo papel rojo sobre sus cabezas, primero formando una nariz y luego un 6 (el logo de la universidad), filmado por el BBC desde un helicóptero.

## Expansión y vínculos
La universidad ha establecido vínculos con la Escuela Técnica Secundaria Presbiteriana, Aburi, Ghana. Este proyecto se llama Ghana Link y tiene como objetivo ampliar los horizontes de los estudiantes de ambas escuelas y desarrollar una asociación bidireccional que sería beneficiosa para ambas partes. 
El colegio también tiene vínculos con la ciudad alemana de Oberursel y su escuela secundaria. Existe un programa de intercambio anual para estudiantes que estudian alemán. 
En marzo de 2000, el Príncipe Eduardo inauguró el nuevo Centro de Artes Escénicas de £ 2,5 millones que incorpora el moderno Prospect Theatre con capacidad para 300 personas y salas de enseñanza para música, danza y teatro.  Uno de los enriquecimientos musicales que hace uso de esta instalación es el Proyecto de Ópera universitario bianual, donde los estudiantes interpretan óperas a gran escala. En 2006, el colegio representó Las bodas de Fígaro de Mozart .  En julio de 2008 tuvo lugar una representación de Hansel y Gretel de Engelbert Humperdinck 

## CristalWeb
CristalWeb es el sistema de información de gestión basado en la web de la universidad que permite a los estudiantes y al personal ver los datos que la universidad tiene sobre ellos. Se utiliza ampliamente dentro de la universidad para pasar mensajes del personal a los estudiantes, tomar registros de clases, enviar motivos de ausencia, buscar resultados de exámenes, modificar certificados de enriquecimiento y editar la información personal de los estudiantes.  Los estudiantes también tienen acceso a los sitios de Google creados por cada materia; esto se conoce como el Directorio de estudios. Las tareas se asignan a través de Google Classroom . El sistema CristalWeb funciona desde mediados de 2004.  

## Exalumnos notables
- Victoria Atkin, actriz.[12]
- Grace Blakeley, periodista.
- Nicolás Hoult, actor.
- Jessica Castles, gimnasta.

### Farnborough Grammar School
- Stephen Timms, ministro de gobierno, diputado laborista desde 1997 por East Ham y de 1994 a 1997 por Newham North East [13]
- Michael Whelan, profesor de Microscopía de Materiales de 1992 a 1997 en el Departamento de Materiales de la Universidad de Oxford [14]
- Alan Clayson, músico y autor